# Kabutra jezik
Kabutra jezik (nat, natra; ISO 639-3: kbu), jedan od dva jezika podskupine sansi, šire indoarijske skupine,  kojim govori oko 1 000 ljudi (1998) na području Pakistana, poglavito oko Umerkota, Kunrija i Nara Dhoroa u Sindhu.

## Vanjske poveznice
- Ethnologue (14th)
- Ethnologue (15th)
- Karta[neaktivna poveznica]